# Hysteria (filme)
Hysteria (Brasil: Histeria / Portugal: Boas Vibrações) é um filme de comédia romântica britânico realizado por Tanya Wexler. Foi estrelado por Hugh Dancy e Maggie Gyllenhaal, com Felicity Jones, Jonathan Pryce e Rupert Everett.
O filme, ambientado na era vitoriana, mostra como o tratamento médico da histeria levou à invenção do vibrador. O título do filme refere-se à outrora comum do diagnóstico da histeria feminina.
O filme foi lançado nos cinemas britânicos em 21 de setembro de 2012 e nos cinemas brasileiros em 9 de setembro do mesmo ano. Nos cinemas portugueses, o filme foi exibido em 4 de julho de 2013.

## Elenco
- Hugh Dancy como Dr. Mortimer Granville
- Maggie Gyllenhaal como Charlotte Dalrymple
- Jonathan Pryce como Dr. Robert Dalrymple
- Felicity Jones como Emily Dalrymple
- Rupert Everett como Lorde Edmund St. John-Smythe
- Ashley Jensen como Fanny
- Sheridan Smith como Molly
- Gemma Jones como Dama St. John-Smythe
- Malcolm Rennie como Lorde St. John-Smythe
- Kim Criswell como Sra. Castellari
- Georgie Glen como Sra. Parsons
- Elisabet Johannesdottir como Sra. Pearce
- Linda Woodhall como Enfermeira Smalley
- Kim Selby como Dama Wheaton
- Ann Overstall Comfort como Sra. Huddleston
- Jonathan Rhodes como PC Fugate
- Leila Anaïs Schaus como Tess
- Anna Chancellor como Sra. Bellamy
- Tobias Menzies como Sr. Squyers